# Anders Johan Meurling
Anders Johan Meurling, född 8 juni 1718 i Kristdala socken, Kalmar län, död 1 augusti 1793 i Hults socken, Jönköpings län, var en svensk präst.

## Biografi
Anders Johan Meurling föddes 8 juni 1718 i Kristdala socken. Han var son till löjtnanten Meurling vid Smålands kavalleriregemente. Meurling blev 1741 student vid Uppsala universitet och 1746 kandidat vid universitetet. Han prästvigdes 1746 och blev adjunkt i Kristdala församling. År 1749 blev han adjunkt i Hallingebergs församling och 1758 komminister i Pelarne församling. Meurling blev 1772 kyrkoherde i Hults församling och 1782 kontraktsprost i Södra Vedbo kontrakt. Han avled 1 augusti 1793 i Hults församling.

### Familj
Meurling gifte sig med Maria Charlotta Lindcrantz. Hon var dotter till löjtnanten Lindcrantz. De fick tillsammans barnen fältväbeln Lars Johan Meurling vid Kalmar regemente, bokhållaren Magnus Meurling vid Kronobränneriet Mariannelund, sergeanten Adolf Meurling vid Kalmar regemente, Vendela Charlotta Meurling gift med kyrkoherden Johan Adam Rosinius, Maria Catharina Johanna och ytterligare en dotter.

## bibliografi
- Officiosum Ave Romanorum Pr. P. Erkeman, Uppsala 1745.[2]